# Bolboneura veracruzana
Bolboneura veracruzana är en fjärilsart som beskrevs av Max Wilhelm Karl Draudt 1931. Bolboneura veracruzana ingår i släktet Bolboneura och familjen praktfjärilar. Inga underarter finns listade i Catalogue of Life.